# ラカーユ9352c
ラカーユ9352cまたはGJ 887 cとは、みなみのうお座の方向に約10.74光年離れた位置に存在する恒星 ラカーユ9352 の周囲を公転している、2020年に発見された太陽系外惑星である。チリでHARPS、ハワイでHIRESによる観測が行われ、ドップラー分光法を使用して検出された。

## 特性
ラカーユ9352cは、年齢が45億7,000万年の赤色矮星であるラカーユ9352の周囲を公転している。下限質量は地球の7.6倍で、スーパー・アースとされている。

## 居住可能性
公転周期は21.8日で、主星から0.12天文単位離れた位置に存在している。これは、ハビタブルゾーンより内側の端の近くである。ラカーユ9352cは、楽観的に（5-10地球質量内）居住可能であるとみなすことが可能である。平衡温度が計算され、その値は352 K (79 °C; 174 °F)となっている。